# Adolf Heyduk

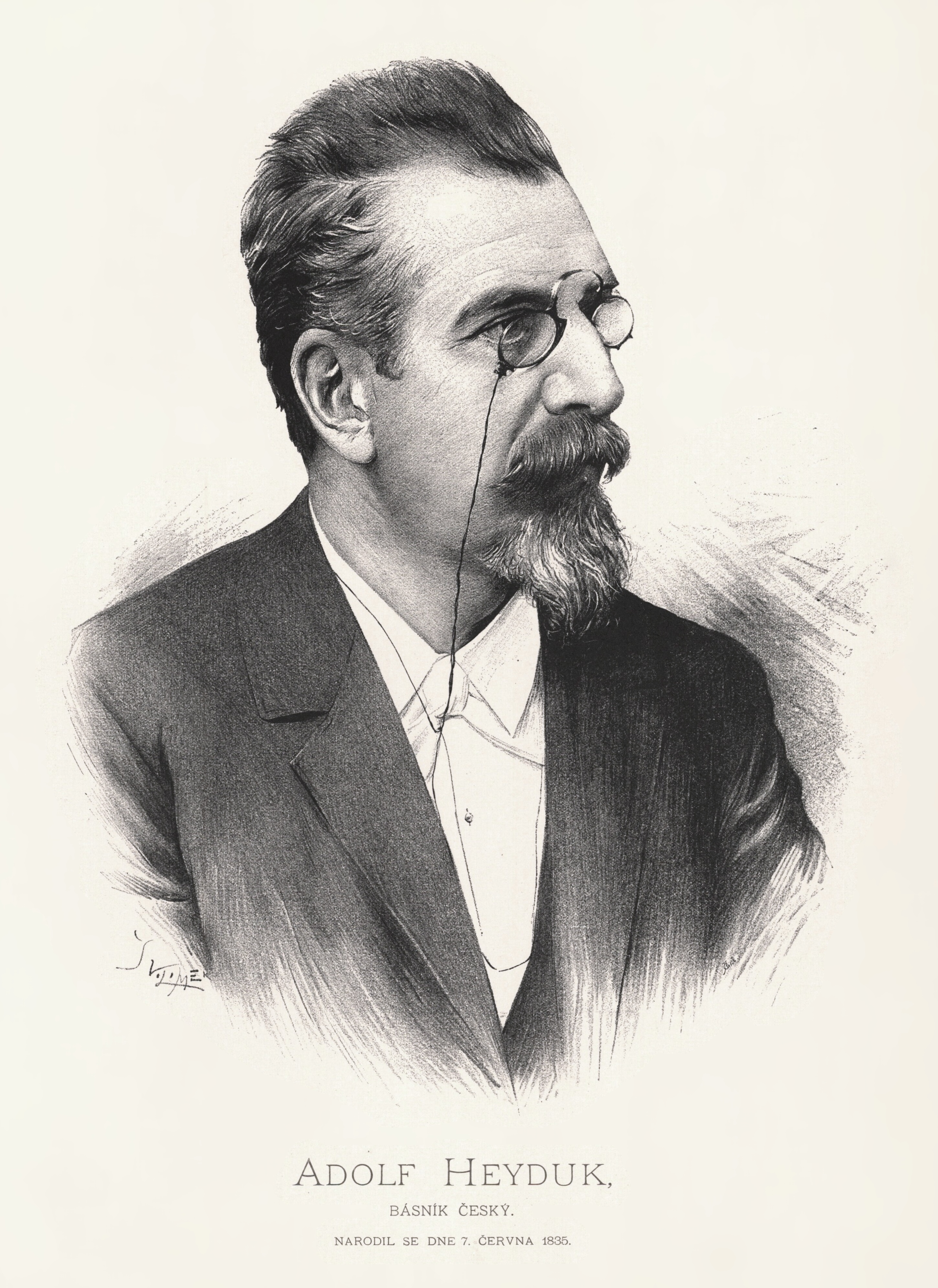
Adolf Heyduk (um 1890/1891), Porträt von Jan Vilímek

Adolf Heyduk (* 6. Juni 1835 in Rychmburk; † 6. Februar 1923 in Písek) war ein tschechischer Dichter und Vertreter der Májovci.
Heyduk studierte seit 1850 an der Realschule in Prag, seit 1854 Technik in Brünn und später das gleiche Fach in Prag. 1859 beendete er das Studium und ging als Lehrer auf die Prager Realschule, verließ diese 1860 wieder und wurde Privatlehrer für Zeichnen und Bau in der höheren Realschule in Písek.
1876 nahm er die Stelle auf dem 1. Realgymnasium in Prag an und wurde Vorsitzender der Umělecká beseda. Ein Jahr später kehrte er aber wieder nach Písek zurück und heiratete.
Er hatte eine starke Bindung zur Slowakei, wo er viele Freunde hatte, die er oft besuchte.

## Werke
Er schrieb etwa sechzig Gedichtbände, die meisten sind jedoch wenig bekannt. Typisch für seine Werke ist der Liedvers, viele seiner Gedichte wurden deshalb vertont. Sein Thema war oft die südböhmische und slowakische Natur und die Liebe zu Frau und Kindern. Bis zum Tod seiner zwei Töchter sind seine Werke voller Optimismus, danach pessimistisch und traurig. 

### Lyrik
- Básně – „Gedichte“, seine erste Sammlung, mit einer schlechten Bewertung bei den Kritikern, nicht jedoch Lesern.
- Hořec a srdečník – „Bitterwurz und Herzblatt“
- V zátiší – „In Geborgenheit“
- Zaváté listy – „Verwehte Blätter“, gehört zusammen mit V zátiší („Im Windschatten“) zu seinen besten Werken. Geschrieben nach dem Tod seiner Töchter. Traurige Gedanken mit Rückerinnerung und Gegenwart.
- Na vlnách – „Auf Wellen“
- Na černé hodince – „Auf Plauderstündchen“
- Cimbál a husle – „Hackbrett und Geige“. In diesem Werk beschreibt er seine Liebe zur Slowakei. Neben der tschechischen Sprache benutzt er auch slowakische Ausdrücke. Gedichte voller Melodie erinnern an slowakische Volkslieder. Sie beschreiben meist die Natur.
- Lesní Kvítí – „Waldblumen“
- Za Janem Krejčím – „Für Jan Krejčí“. Zur Erinnerung an den tschechischen Geologen Jan Krejčí (1825–1887), der in seiner politischen Arbeit für die offiziellen Verwendung der Tschechischen Sprache in Böhmen kämpfte.

### Epik
- Dřevorubec – „Der Holzfäller“
- Dědův odkaz – „Großvaters Vermächtnis“
- Ptačí motivy – „Vogelmotive“